# Estação Chemin Vert
Chemin Vert é uma estação da linha 8 do Metrô de Paris, localizada no limite do 3.º e do 11.º arrondissements de Paris.

## História
A estação foi aberta em 5 de maio de 1931. Ele leva o nome de rue du Chemin-Vert que foi construído no local de um caminho que andava no meio dos cultivos de hortas. Em 1868, a rue du Chemin-Vert foi prolongada da rue des Amandiers a que terminou na barreira des Amandiers do Muro dos Fermiers Généraux.
Em 2011, 1 448 436 passageiros entraram nesta estação. Ela viu entrar 1 483 745 passageiros em 2013, o que a classifica na 279ª posição das estações de metrô por sua frequência em 302.

## Serviços aos Passageiros

### Acessos

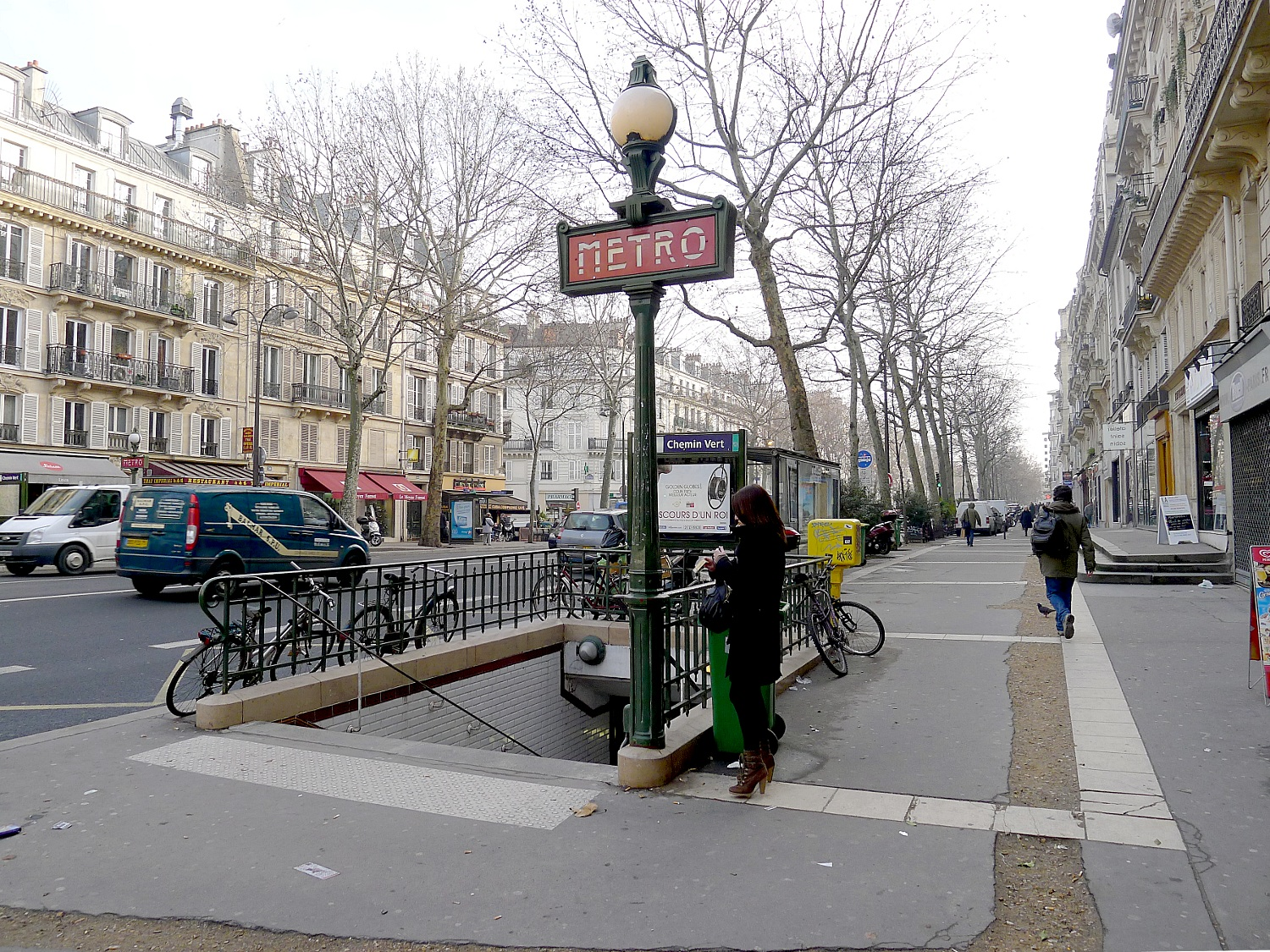
Entrada do metrô boulevard Beaumarchais.

A estação tem dois acessos, cada um constituído por uma escada fixa ornada com uma balaustrada e um candelabro de tipo Dervaux.
- O acesso 1 "Boulevard Beaumarchais / Rue Saint-Gilles - Place des Vosges";
- O acesso 2 "Boulevard Beaumarchais / Rue du Chemin-Vert".

### Plataformas
Chemin Vert é uma estação de configuração padrão: ela possui duas plataformas laterais separadas pelas vias do metrô e a abóbada é elíptica.

### Intermodalidade
A estação é servida pelas linhas 20, 29, 65 e 69 da rede de ônibus RATP e, à noite, pelas linhas N01 e N02 da rede Noctilien.

## Pontos turísticos
- O Canal Saint-Martin
- A Place des Vosges